# Gölebogölen
Gölebogölen är en sjö i Boxholms kommun i Östergötland och ingår i Motala ströms huvudavrinningsområde.